# Dobrianka
Dobrianka (en rus: Добрянка) és una ciutat de Rússia, es troba al territori de Perm. El 2023 tenia 28.545 habitants.

## Història
Dobrianka és una de les viles més antigues del territori de Perm. Es menciona per primer cop el 1623. El 1752 es construí una planta siderúrgica en la desembocadura del riu Dobrianka i posteriorment es desenvolupà una vila al seu voltant. El 1928 Dobrianka rebé l'estatus d'assentament urbà i el 1943 el de ciutat.